# 125ª Brigata meccanizzata pesante
La 125ª Brigata meccanizzata pesante autonoma (in ucraino 125-та окрема важка механізована бригада?, 125-та okrema važka mechanizovana bryhada, unità militare А7381) è un'unità di fanteria meccanizzata delle Forze terrestri ucraine con base a Leopoli.

## Storia
La brigata è stata creata come 125ª Brigata autonoma di difesa territoriale (in ucraino 125-та окрема бригада територіальної оборони?, 125-та okrema bryhada terytorial'noї oborony) immediatamente dopo l'inizio dell'invasione russa dell'Ucraina del 2022, venendo ufficialmente costituita il 22 marzo. Una raccolta fondi organizzata in primavera dal Media Center Ukraine ha contribuito a fornire all'unità equipaggiamento militare per il valore di oltre 13 milioni di hryvnie. A partire da giugno è stata schierata nell'Ucraina orientale, prendendo parte ai combattimenti nella regione di Charkiv e in Donbass. A settembre, insieme alla 112ª e alla 127ª Brigata di difesa territoriale, è stata impiegata a protezione della città di Charkiv e del fianco sinistro dello schieramento ucraino durante la controffensiva su Kup"jans'k e Izjum. Nei mesi autunnali elementi dell'unità sono stati trasferiti a difesa del cruciale settore di Bachmut, in particolare nella cittadina di Torec'k. Il 3 dicembre 2022 la brigata ha ricevuto la bandiera di guerra da parte del comandante in capo delle Forze di difesa territoriale Ihor Tancjura.
All'inizio del 2023 il 218º e 219º Battaglione della brigata, dopo sei mesi di permamenza nell'area di Charkiv, sono stati trasferiti nella zona nord di Bachmut, prendendo parte alla difesa della città in collaborazione con elementi della 241ª Brigata di difesa territoriale. Il 215º, 216º e 217º Battaglione sono stati invece schierati nel settore di Kreminna. Nella seconda metà del 2023 reparti della brigata sono tornati nella regione di Charkiv, da dove hanno colpito installazioni militari russe nell'oblast' di Belgorod. A febbraio 2024 la brigata, nell'ambito della riforma delle Forze di difesa territoriale, è stata trasferita alle Forze terrestri.
Il 10 maggio 2024, rinforzata da elementi della 42ª Brigata meccanizzata, ha respinto un attacco russo presso il villaggio di Pyl'na, il primo in direzione di Charkiv dopo che la controffensiva ucraina del settembre 2023 aveva respinto le forze d'invasione oltre il confine. Tuttavia, con il proseguire dell'offensiva russa, le truppe ucraine hanno dovuto cedere alcuni chilometri di terreno a causa dell'impreparazione delle linee difensive, ed in seguito è stata aperta un'indagine nei confronti del comando della brigata per "negligenza nel servizio militare, abbandono delle posizioni sul campo di battaglia e mancato uso delle armi". Il 17 giugno il comandante della brigata, tenente generale Artur Horbenko, ha quindi rassegnato le dimissioni.
Nel luglio 2025 l'unità è stata ufficialmente riorganizzata come brigata meccanizzata pesante, facendo seguito alla 127ª e alla 128ª Brigata, e ha ricevuto una nuova insegna in linea con gli standard delle Forze terrestri. È stata quindi assegnata al 3º Corpo d'armata.

## Struttura
- Comando di brigata[16]
- 215º Battaglione di difesa territoriale (unità militare А7390)[17]
- 216º Battaglione di difesa territoriale (unità militare А7391)[18]
- 217º Battaglione di difesa territoriale (unità militare А7392)[19]
- 218º Battaglione di difesa territoriale (unità militare А7393)[20]
- 219º Battaglione di difesa territoriale (unità militare А7394)[21]
- Unità di supporto

## Comandanti
- Tenente generale Artur Horbenko (marzo 2022 - giugno 2024)[13]
- Colonnello Vadym Bondarenko (giugno 2024 - in carica)[22]